# SN 2007ff
SN 2007ff – supernowa typu Ib/c odkryta 30 czerwca 2007 roku w galaktyce A012410+0900. W momencie odkrycia miała maksymalną jasność 19,80m.